# Vladimir Albițki
| Asteroizi descoperiți: 10 | Asteroizi descoperiți: 10 |
| ------------------------- | ------------------------- |
| 1002 Olbersia             | 15 august 1923            |
| 1007 Pawlowia             | 5 octombrie 1923          |
| 1022 Olympiada            | 23 iunie 1924             |
| 1028 Lydina               | 6 noiembrie 1923          |
| 1030 Vitja                | 25 mai 1924               |
| 1034 Mozartia             | 7 septembrie 1924         |
| 1059 Mussorgskia          | 19 iulie 1925             |
| 1071 Brita                | 3 martie 1924             |
| 1283 Komsomolia           | 25 septembrie 1925        |
| 1330 Spiridonia           | 17 februarie 1925         |

Vladimir Aleksandrovici Albițki (în rusă Владимир Александрович Альбицкий) (n. 16 iunie 1891 - d. 15 iunie 1952) a fost un astronom sovietic/rus originar din Chișinău.

## Biografie
S-a născut în familia unui preot din Chișinău. A absolvit facultatea de filozofie a Universității din Moscova în anul 1916. A lucrat la Observatorul astronomic din Odesa (1916-1921) și la Observatorul astronomic din Simeiz până la sfârșitul vieții. Mai mulți ani a fost cercetătorul științific principal al acestui observator, iar la sfârșitul vieții a îndeplinit și funcții de conducere. Domeniile principale de interese științifice - planetele mici, vitezele radiale ale stelelor. A descoperit steaua cu cea mai mare viteză radială din galaxia noastră la acea vreme - 360 km/s, catalogul fiind compus dintr-un număr de 800 de stele, un număr impunător de planete mici, cum ar fi Musorgskaia, Olbersia, ș.a. A făcut observații de eclipse. A proiectat și construit spectrograful pentru telescopul reflector al Observatorului din Simeiz. Unul dintre asteroizii descoperiți la Simeiz (N1783 Albitskij) de către Grigori Neuimin îi poartă numele.

## Lista publicațiilor
- Biografie și publicații în engl.
- Bibioteca Națională a Danemarcei
- ADS NASA

## Foto
- Portret
- Albitzky este primul din stânga